# Вилмер (Тексас)
Вилмер (енгл. Wilmer) град је у америчкој савезној држави Тексас. По попису становништва из 2010. у њему је живело 3.682 становника.

## Демографија
Према попису становништва из 2010. у граду је живело 3.682 становника, што је 289 (8,5%) становника више него 2000. године.
| Група             | 2000.         | 2010.         |
| Белци             | 1.154 (34,0%) | 934 (25,4%)   |
| Афроамериканци    | 795 (23,4%)   | 801 (21,8%)   |
| Азијати           | 2 (0,1%)      | 7 (0,2%)      |
| Хиспаноамериканци | 1.408 (41,5%) | 1.875 (50,9%) |
| Укупно            | 3.393         | 3.682         |